# شعب المسحلي (ذي السفال)

تعديل مصدري - تعديل

شعب المسحلي محلة تابعة لقرية القاضي، التابعة لعزلة ذي الحود ومعاين بمديرية ذي السفال إحدى مديريات محافظة إب في الجمهورية اليمنية، بلغ تعداد سكانها 52 حسب تعداد اليمن لعام 2004.